# Trigonoptera perspicax
Trigonoptera perspicax là một loài bọ cánh cứng trong họ Cerambycidae.